# 群馬県医師信用組合
群馬県医師信用組合（ぐんまけんいししんようくみあい）は、群馬県前橋市に本店を置く信用組合。

## 概要
1971年11月設立。群馬県内の医師や医療機関を対象とした金融機関で、群馬県全域を事業区域としている。